# Metasphenisca bezziana
Metasphenisca bezziana är en tvåvingeart som först beskrevs av Günther Enderlein 1911.  Metasphenisca bezziana ingår i släktet Metasphenisca och familjen borrflugor. Inga underarter finns listade i Catalogue of Life.